# Sindang Jaya (Mandalajati)
Sindang Jaya is een bestuurslaag in het regentschap Kota Bandung van de provincie West-Java, Indonesië. Sindang Jaya telt 12.650 inwoners (volkstelling 2010).